# Jenny Oaks Baker
Jenny Oaks Baker (27 maggio 1975) è una violinista statunitense.

## Discografia
- 1998 - On Wings of Song
- 1999 - Songs My Mother Taugh Me
- 2000 - Where Love Is
- 2001 - American Tapestry
- 2003 - The Light Divine
- 2005 - The Best of Jenny Oaks Baker
- 2007 - O Holy Night
- 2008 - Silver Screen Serenade
- 2010 - Then Sings My Soul
- 2011 - Wish Upon a Star
- 2012 - Noel: Carols of Christmas Past
- 2014 - Classic: The Rock Albums